# Цетотерієві
Цетотерієві (Cetotheriidae) — родина морських ссавців з ряду китоподібних (Cetacea). Вважалося, що родина існувала від пізнього олігоцену до раннього плейстоцену перед вимиранням. Проте філогенетичні дослідження показали, що сучасний вид Caperea marginata належить до Cetotheriidae.

## Систематика
Надродина Cetotherioidea
- - †Otradnocetus Mchedlidze 1984

Родина Цетотерієві (Cetotheriidae)
- підродина †Cetotheriinae Whitmore and Barnes, 2008
  - †Brandtocetus Gol'din and Startsev 2014
  - †Cetotherium Brandt 1843
  - †Ciuciulea Gol'din, 2018
  - †Eucetotherium Brandt 1873
  - †Imerocetus Mchedlidze 1964
  - †Kurdalagonus Tarasenko & Lopatin 2012
  - †Mithridatocetus Gol'din and Startsev 2016
  - †Vampalus Tarasenko & Lopatin 2012
  - †Zygiocetus Tarasenko 2014
- підродина †Herpetocetinae(інші мови) Steeman, 2007
  - †Herentalia Bisconti 2015
  - †Herpetocetus Van Beneden 1872
  - †Metopocetus Cope 1896
  - †Nannocetus Kellogg 1929
  - †Piscobalaena Pilleri and Siber 1989
  - †?Tranatocetus Gol'din and Steeman 2015
- підродина Neobalaeninae(інші мови) Miller 1923
  - Caperea Gray 1873
  - †Miocaperea Bisconti 2012

Incertae sedis:
- †Hibacetus Otsuka and Ota 2008
- †Cephalotropis Cope 1896
- †Joumocetus Kimura & Hasegawa 2010